# Измерительный прибор

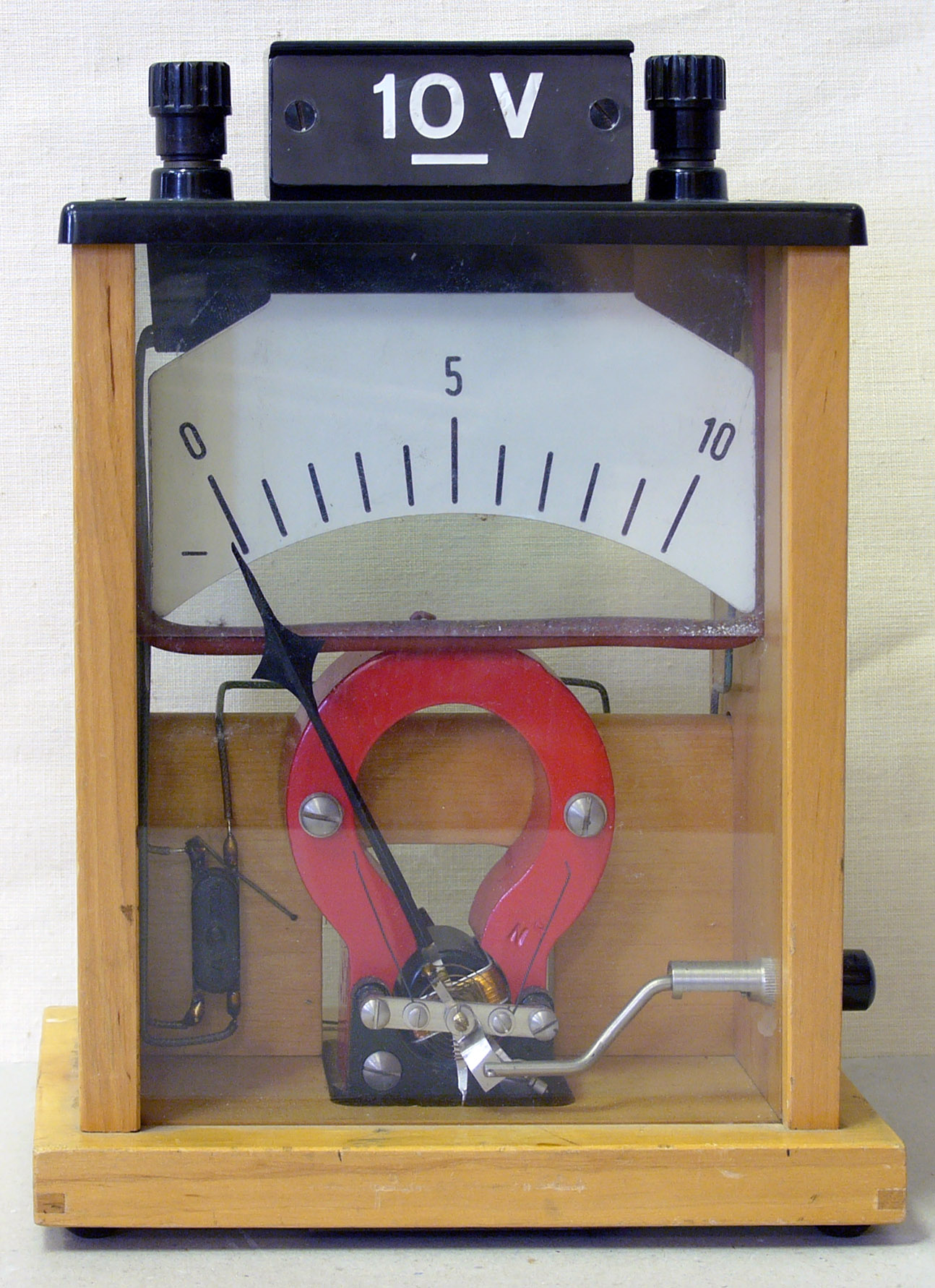
Школьный стрелочный вольтметр

Измери́тельный прибо́р — средство измерений, предназначенное для получения значений измеряемой физической величины в установленном диапазоне. Часто измерительным прибором называют средство измерений для выработки сигнала измерительной информации в форме, доступной для непосредственного восприятия оператором.
Сре́дство измере́ний — техническое средство, предназначенное для измерений, имеющее нормированные метрологические характеристики, воспроизводящее и (или) хранящее единицу физической величины, размер которой принимают неизменным (в пределах установленной погрешности) в течение известного интервала времени.
Различают также измерительные приборы прямого действия и сравнения.
В измерительном приборе прямого действия результат измерений снимается непосредственно с его устройства индикации. Примерами таких приборов являются амперметр, манометр, ртутно-стеклянный термометр. Измерительные приборы прямого действия предназначены для измерений методом непосредственной оценки.
В отличие от них, измерения методом сравнения с мерой проводится с помощью измерительных приборов сравнения, называемых также компараторами.

Измерительный прибор сравнения — измерительный прибор, предназначенный для непосредственного сравнения измеряемой величины с величиной, значение которой известно. Примерами компараторов являются: двухчашечные весы, интерференционный компаратор мер длины, мост электрического сопротивления, электроизмерительный потенциометр, фотометрическая скамья с фотометром. Компараторы для выполнения своих функций могут не хранить единицу измерения. Такие компараторы, строго говоря, нельзя считать средствами измерений, тем не менее, они должны обладать рядом важных метрологических свойств, прежде всего, обеспечивать небольшую случайную погрешность и высокую чувствительность измерений.
Связанные понятия: КИПиА — контрольно-измерительные приборы и аппаратура; также просто КИП. Профессия рабочего, который обслуживает, ремонтирует и эксплуатирует различное контрольно-измерительное оборудование и системы автоматического управления — слесарь КИПиА.

## Классификация
- По способу представления информации
  - Показывающий измерительный прибор — измерительный прибор, допускающий только считывание показаний значений измеряемой величины
  - Компарирующий прибор — измерительный прибор, для которого необходимо участие человека. Принцип работы заключается в сравнении измеряемой величины с мерой, эталонно величиной. Примером таких приборов являются весы.
  - Регистрирующий измерительный прибор — измерительный прибор, в котором предусмотрена регистрация показаний. Регистрация значений может осуществляться в аналоговой или цифровой формах. Различают самопишущие и печатающие регистрирующие приборы.
- По методу измерений
  - Измерительный прибор прямого действия — измерительный прибор, например, манометр, амперметр в котором осуществляется одно или несколько преобразований измеряемой величины и значение её находится без сравнения с известной одноимённой величиной.
  - Измерительный прибор сравнения — измерительный прибор, предназначенный для непосредственного сравнения измеряемой величины с величиной, значение которой известно.
- По форме представления показаний
  - Аналоговый измерительный прибор — измерительный прибор, в котором выходной сигнал или показания являются непрерывной функцией изменений измеряемой величины.
  - Цифровой измерительный прибор — измерительный прибор, показания которого представлены в цифровой форме.
- По сложности использования
  - Простые измерительные приборы — измерительные приборы, обладающие простой конструкцией и имеющие простое обслуживание (вольтметры, амперметры; манометры, преобразователи температур; сигнализаторы уровня простого типа, регистраторы, самописцы, щитовые измерительные приборы, расходомеры постоянного перепада давления и другие).
  - Измерительные приборы средней сложности — измерительные приборы, имеющие более сложную конструкцию, в некоторых моделях имеющие электронный блок выполняющий не более одного расчетного измерения параметра (поплавковый, буйковый уровнемер; расходомеры переменного типа; преобразователи частоты, датчики контроля вибрации; оптические датчики и другие).
  - Измерительные приборы высокой сложности — измерительные приборы, имеющие сложную конструкцию, выполняющие более одного расчетного измерения параметра (радиоизотопные и ультразвуковые уровнемеры; оптические, акустические, электромагнитные, массовые, вихревые и тепловые расходомеры; анализаторы качества и состава вещества и другие).
- По другим признакам
  - Суммирующий измерительный прибор — измерительный прибор, показания которого функционально связаны с суммой двух или нескольких величин, подводимых к нему по различным каналам.
  - Интегрирующий измерительный прибор — измерительный прибор, в котором значение измеряемой величины определяется путём её интегрирования по другой величине, обычно по времени.
- По способу применения и конструктивному исполнению (стационарные, щитовые, панельные, переносные).
- По принципу действия с учётом конструкции (с подвижными частями и без подвижных частей).
  - Для приборов с механической частью также по способу создания противодействующего момента (механическим противодействием, магнитным или на основе электромагнитных сил).
- По характеру шкалы и положению на ней нулевой точки (равномерная шкала, неравномерная, с односторонней, двухсторонней (симметричной и несимметричной), со шкалой без нуля).
- По конструкции отсчётного устройства (непосредственный отсчёт, со световым указателем — световым зайчиком, с пишущим устройством, язычковые — вибрационные частотомеры, со шкалой на оптоэлектронном эффекте — электролюминофоры, ЖК, СИД).
- По точности измерений (нормируемые и ненормируемые — индикаторы или указатели).
- По виду используемой энергии (физическому явлению) — электромеханические, электротепловые, электрокинетические, электрохимические.
- По роду измеряемой величины (температуры, давления, расхода, уровня, состава, концентрации, плотности. Примерами являются: вольтметры, амперметры, веберметры, частотомеры, варметры и т. д.)[1].
- По метрологическому назначению (технические приборы, контрольные приборы, лабораторные приборы, образцовые приборы, эталонные приборы)[2].

## Параметры
Для измерительных приборов характерен следующий ряд параметров:
Диапазон измерений — область значений измеряемой величины, на которую рассчитан прибор при его нормальном функционировании (с заданной точностью измерения).
Порог чувствительности — некоторое минимальное или пороговое значение измеряемой величины, которое прибор может различить.
Чувствительность — связывает значение измеряемого параметра с соответствующим ему изменением показаний прибора.
Точность — способность прибора указывать истинное значение измеряемого показателя (предел допустимой погрешности или неопределённость измерения).
Стабильность — способность прибора поддерживать неизменность во времени его метрологических свойств.
Разрешающая способность — минимальная разность двух значений измеряемых однородных величин, которая может быть различима с помощью прибора.

## Некоторые измерительные приборы
- Амперметр
- Ацетометр
- Барометр
- Вольтметр
- Динамометр
- Дозиметр
- Омметр
- Рефлектометр
- Ручные пружинные весы
- Счётчик электрической энергии
- Термометр

- Манометр
- Ареометр
- Калориметр